# Morley St Botolph
Morley St Botolph är en by i civil parish Morley, i distriktet South Norfolk, i grevskapet Norfolk i England. Byn är belägen 4 km från Wymondham. Morley St Botolph var en civil parish fram till 1935 när blev den en del av Morley. Civil parish hade 204 invånare år 1931. Byn nämndes i Domedagsboken (Domesday Book) år 1086, och kallades då Morlea.